# The Big Store
The Big Store is een Amerikaanse filmkomedie uit 1941 onder regie van Charles Reisner. Het was de elfde film van The Marx Brothers.

## Verhaal
Een eigenaar van een warenhuis huurt de klungelige privédetective Wolf J. Flywheel in. Hij zet echter in geen tijd het hele warenhuis op stelten.

## Rolverdeling
| Acteur            | Personage        |
| ----------------- | ---------------- |
| Groucho Marx      | Wolf J. Flywheel |
| Chico Marx        | Ravelli          |
| Harpo Marx        | Wacky            |
| Tony Martin       | Tommy Rogers     |
| Virginia Grey     | Joan Sutton      |
| Margaret Dumont   | Martha Phelps    |
| Douglas Dumbrille | Mr. Grover       |
| William Tannen    | Fred Sutton      |
| Marion Martin     | Peggy Arden      |
| Virginia O'Brien  | Kitty            |
| Henry Armetta     | Giuseppe         |
| Anna Demetrio     | Maria            |
| Paul Stanton      | Arthur Hastings  |
| Russell Hicks     | George Hastings  |
| Bradley Page      | Dukev            |